# Oddział im. hetmana Pawła Połubotka

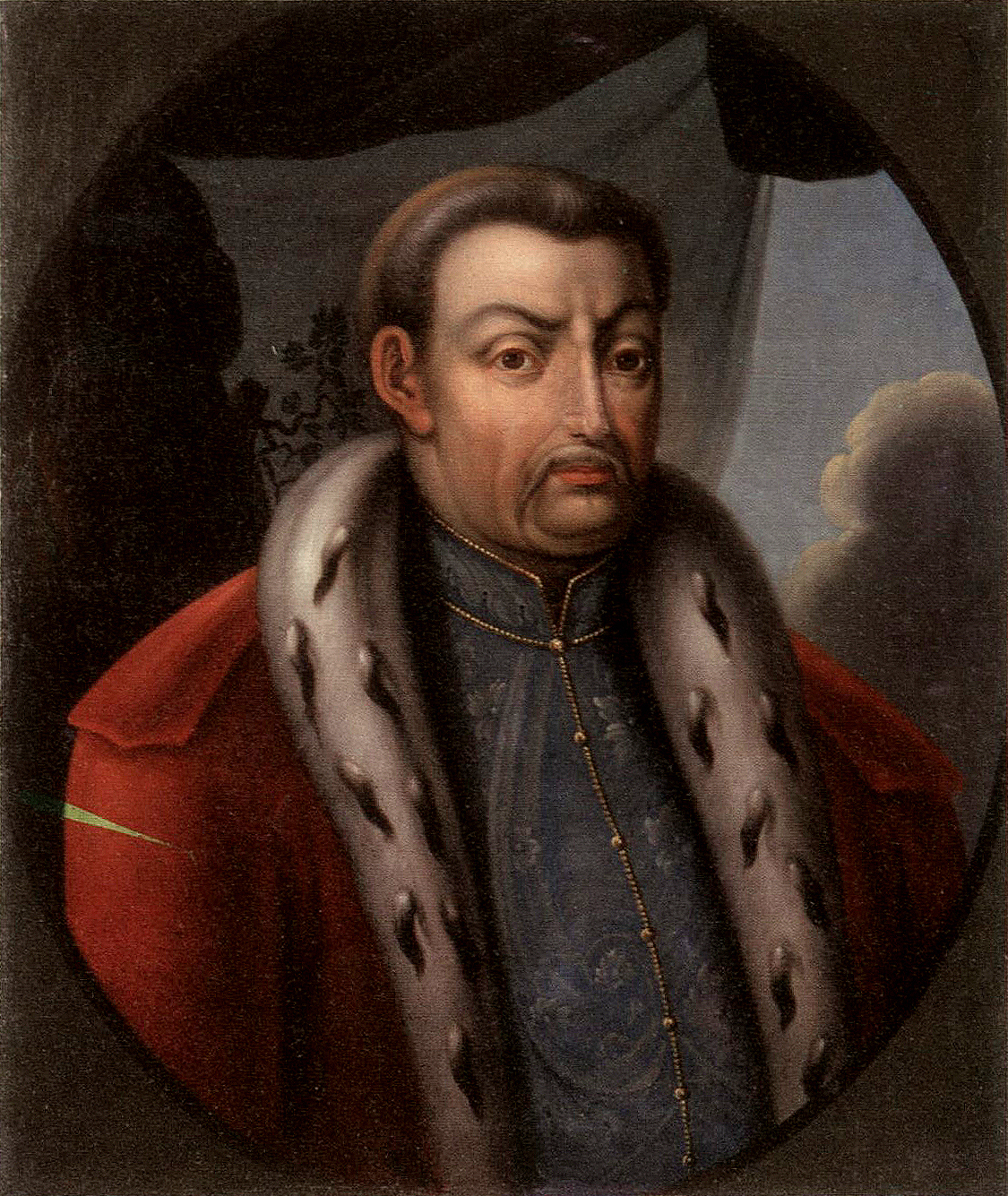
Hetman Pawło Połubotok, patron oddziału

Oddział im. hetmana Pawła Połubotka – ukraiński oddział partyzancki, utworzony w lipcu 1944 roku koło Ustrzyk Górnych w Bieszczadach przez OUN-M.
Jego zadaniem miało być prowadzenie walki partyzanckiej przeciw oddziałom radzieckim, oraz zabezpieczenie dróg ewakuacji członków OUN-M na zachód.
Oddział liczył ponad 70 żołnierzy, jego dowódcą był porucznik J. Kediułycz „Czubczyk”, zastępcami S. Kasijan i Kostiantyn Himmelreich. W skład oddziału wchodzili między innymi: krajowy prowidnyk OUN-M w Galicji K. Szweć „Zenko Zełenyj” oraz prowydnycy ds. młodzieży OUN-M O. Kusiak „Ołenka” i M. Pławiuk „Bezimennyj”.
Na początku sierpnia 1944 oddział otrzymał ultimatum od dowódcy Ukraińskiej Powstańczej Armii na tym terenie Wasyla Mizernego „Rena”. Miał się podporządkować rozkazom dowództwa UPA. Ponieważ dowódca oddziału grał na zwłokę, „Ren” otoczył i rozbroił oddział, a żołnierzy wcielił do sotni UPA.

## Literatura
- Polska-Ukraina. Trudne pytania t.3, referat Kostia Bondarenki, Warszawa 1998.